# 吸口刺尻魚
吸口刺尻魚，為輻鰭魚綱鱸形目鱸亞目蓋刺魚科的其中一個種。

## 分布
本魚分布於西印度洋區，包括留尼旺、模里西斯、塞席爾群島等海域。

## 深度
水深46至90公尺。

## 特徵
本魚體橢圓形，吻鈍呈黃色，體呈寶藍色，頭下半部及尾柄邊緣為淡紫色。胸鰭、尾柄及尾鰭為鮮黃色。魚體前半部有許多褐色斑點分布。體長可達9公分。

## 生態
本魚棲息在海外礁坡，食性不明，較為罕見。

## 經濟利用
可做為觀賞魚。